# Metratge apropiat
El metratge apropiat o found footage és material cinematogràfic fet per altri, que realitzadors encorporen en un film, tot i que no en són l'autor. El material «apropiat» pot provenir que qualsevol font: residus de films, i talls no utilitzat, enregistraments d'arxiu, films amateurs, films pedagògiques, de publicitat, d'empreses i també citacions de documentals o llargmetratges. Era un gènere del cinema experimental, que feia una mena de collage fílmic. És una forma cinematogràfica de l'apropiacionisme, aquests objectes trobats, com el famós Urinal de Marcel Duchamp (1887-1968) que l'artista declara art.
Amb el temps, el terme va subir una extensió de significat, quan en films de ficció s'incorpora material presentat com si fos metratge apropiat d'un tercer, per exemple gravacions «trobades» en la motxilla d'un personatge mort en una catàstrofe o per a pseudodocumentals. Són, de fet, dos gèneres totalment diferents. N'és un exemple El projecte de la bruixa de Blair. L'erudit cinematogràfic David Bordwell ha criticat aquest utilització degut a la confusió que crea en l'espectador, per aquest motiu prefereix el terme «metratge descobert» per descriure el truc narratiu de metratge apropiat fictici. La revista Variety parla en aquest cas de faux-found-footage, fals metratge apropiat.

## Metratge apropiat real
La pel·lícula de metratge apropiat és un subgènere especial del cinema experimental o d'avantguarda en què material d'altres produccions audiovisuals, que no són l'obra de l'autor, s'integren en l'obra nova. És diferent de l'arxiu oficial, separa els registres històrics dels enregistraments inutilitzables. Gran part del material utilitzat en pel·lícules experimentals de metratge apropiat no surt d'arxius, sinó que prové col·leccions privades, agències fotogràfiques comercials, botigues de segona ma i residus.

## Fals metratge apropiat
Els esdeveniments en pantalla son normalment mostrats a través de la càmera d'un o més personatges que implicats, sovint s'acompanya amb comentaris a temps real fora de toma. Per la versemblança, la fotografia és fa pels mateixos actors a mesura que l'interpreten, fan servir moviments de càmera no estabilitzada i una actuació natural. El metratge pot ser presentat com si fossin bruts i complets, o com si fos editat en una línia narrativa per aquells que la «troben».
La tècnica és molt comú en cinema de terror com ara els films The Blair Witch Project o Paranormal Activity. S'hi pretén ser l'única gravació de supervivència, on la majoria dels personatges han desaparegut o mort. També se la fa servir en la comèdia (ex. Babysitting, Project X), en la ciència-ficció (ex. Project Almanac, Europa Report) i en el drama (ex. Exhibit A, Zero Day). La tècnica té orígens en pel·lícules experimentals i avantguardistes.
S'hi fan servir una combinació de quatre tècniques cinematogràfiques: perspectiva en primera persona, pseudodocumental o fals documental, metratge de noticiaris i metratges de supervivència.  

### Història
La tècnica té precedents a la literatura, particularment en la novel·la epistolar, que generalment consisteix en missatges per correu o entrades de diaris personals escrits per un protagonista presentant els esdeveniments. Com el metratge apropiat, la tècnica epistolar de vegades ha sigut utilitzat en ficció de terror: Dràcula i Frankenstein son novel·les epistolars, i també The Call of Cthulhu de H.P Lovecraft.
Al cinema, la tècnica va ser utilitzada per primera vegada en Cannibal Holocaust el 1980 (encara que gran part del metratge és convencional), però fou popularitzada per The Blair Witch Project el 1999. Scott Tobias, editor de The AV Club, va dir que el gènere del metratge apropiat «ha començat a ser per als 00 i 10 el que les pel·lícules slasher van ser per als 80». El format ha estat posteriorment utilitzat en pel·lícules conegudes tal com Paranormal Activity (2007), REC (2007), i Chronicle (2012).
La tècnica ha cridat l'atenció als productors pel seu cost tan baix, amb la sensació d'un documental aficionat permetent valors de producció baixos i qualitat fílmica que podria ser acceptada en una pel·lícula convencional. 
L'escriptor i director Christopher Landon, qui va fer diverses pel·lícules de terror amb metratge apropiat, va dir que la tècnica possiblement s'estengui a l'horror extern en el futur: «inevitablement, degut a la flexibilitat del nostre equip i el nostre calendari i com opera en general, i lo ràpid, lleuger i fàcil que pot arribar a ser, volem produir més material. No crec que el metratge apropiat estigui en perill de passar de moda. Crec que està en el procés on crec que estem començant a veure pel·lícules i més pel·lícules que aborden diversos generes a través d'aquests lents. Crec que anirem a veure més comèdies. Crec que anirem a veure un munt de pel·lícules de ciència-ficció... A vegades em recorda quan la telerealitat va esdevenir un èxit i va anar creixent. Va haver-hi un munt de critica i gent dient: “això desapareixerà, això desapareixerà”. Però no va desaparèixer. Va canviar molt... YouTube ha canviat completament la forma en la que nosaltres experimentem les pel·lícules perquè hi ha gent fent coses tot el temps i capturant moments, així que existeix una mena de llenguatge que hem adoptat. Crec que el format de metratge apropiat connecta amb això. Està molt relacionat a les persones». 
La tècnica s'ha fet popular en el cinema comercial. Alguns exemples son: Cloverfield, Districte 9 i Paranormal Activity.

### Característiques
Sigui terror, drama o ciència-ficció, aquesta tècnica narrativa ofereix nous abastos a la pel·lícula. No obstant, l'única intenció és la proximitat que es pot generar entre l'espectador i el personatge. Per exemple, una sensació de quotidianitat o espontaneïtat.

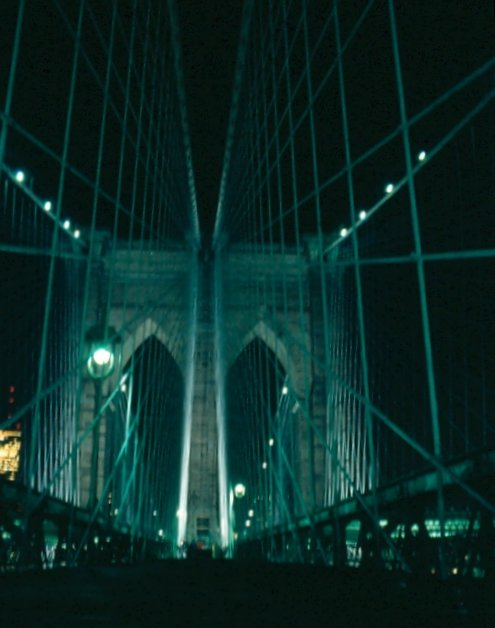
El Brooklyn Bridge desde la perspectiva del narrador en la pel·lícula Cloverfield (2008)

- Apertura omesa: En moltes pel·lícules que utilitzen aquesta tècnica, la presentació d'un títol queda obviada i va directament a una advertència indicant que la pel·lícula va ser “trobada” per certa entitat governamental o és utilitzada com material artístic i/o històric. D'això prové el terme “metratge apropiat”.
- Narrativa dúctil: Les pel·lícules amb metratge apropiat utilitzen un argument que va el més simple al més complex. Els metratges apropiats que utilitzen arxius reals, adquireixen un ambient més valorat pel seu missatge complex, centrat en una trama construïda, que connectats entre si formen una història. Les imatges en aquests arxius son presos en diverses situacions, i no son tan tancats en toma com Cannibal Holocaust, Cloverfield i REC. Un exemple clau, utilitzat en les pel·lícules de terror i suspens com un predominant valor al metratge apropiat, aprofiten aquest únic mitjà visual (una càmera casera) per causar intriga i angoixa a l'espectador.
- Càmera no estabilitzada: A la majoria de les pel·lícules que utilitzen metratge apropiat existeix un element visual anomenat «càmera no estabilitzada», on la imatge no encaixa adequadament i capta girs vertiginosos, dificultant la visió d'una escena o panorama. La pel·lícula Cloverfield de Matt Reeves és un exemple clar de l'excessiu ús d'aquest efecte, vist a vegades on el camarògraf (un dels protagonistes) es troba en situacions perilloses i letals. Per aconseguir més realisme, el monstre mostrar en la pel·lícula, creat digitalment, s'ha de moure al ritme de l'enfocament maldestre de la càmera. Altres pel·lícules tracten de no abusar d'aquest efecte, guardant certa cura en la filmació.
- Banda sonora: Comunament, moltes pel·lícules amb metratge apropiat no utilitzen música extradiegètica, encara que possiblement diegètica. Existeixen moments subliminals en la pel·lícula que es implementen subtilment amb sons experimentals. És molt possible escoltar-los en moltes escenes de Cloverfield si es presta atenció.

### Crítica
Els detractors consideren que el gènere pateix de moltes limitacions que el fan perdre valuosos elements cinematogràfics. El protagonista és sentit per l'espectador gairebé absent, i es fa difícil de reconèixer de quina manera els esdeveniments l'afecten físicament. Encara que a la pel·lícula The Blair Witch Project conté una escena de confessió que apropa al protagonista a l'audiència, en molts d'aquest moments claus la seva absència visual afebleix la narrativa. Una altra limitació important està relacionada a temps real que impedeix veure el desenvolupament i maduresa del personatge, confinant a un món petit i de duració fugaç, però, existeix una petita excepció en The Last Exorcism (2010).
L'ús de càmera no estabilitzada ha tingut molta reacció polaritzada. Encara que molts ho consideren una estètica força entretinguda, per altres es fa difícil visualitzar els detalls i impossibilita la nitidesa de l'entorn del personatge. Aquesta característica és molt intrínseca a l'ús de la tècnica, així que el debat es torna més acalorat a l'hora de gaudir d'una pel·lícula amb metratge apropiat. Per altra banda, la participació d'actors desconeguts és molt important perquè aporta versemblança, no obstant, la critica ha detectat que molts actors desconeguts no aconsegueixen una actuació exitosa en moments claus molt dramàtic i «trenquen la il·lusió».
La línia narrativa és molt critica per la seva feblesa i carència d'evolucions que satisfessin amb clímax èpics i recompenses narratives. 

### Pel·lícules
- Cannibal Holocaust (1980). Ruggero Deodato. Aventura i terror.
- UFO Abduction (1989). Dean Alioto. Terror i ciència-ficció.
- 84C MoPic (1989). Patrick Sheane Duncan. Drama i guerra.
- Man Bites Dog (1993). Rémy Belvaux, André Bonzel, Benoît Poelvoorde. Comèdia, drama, terror.
- Forgotten Silver (1995). Peter Jackson. Comèdia.
- Alien Abduction: Incident in Lake Country (1998). Dean Alioto. Drama, terror i ciència-ficció.
- The Last Broadcast (1998). Stefan Avalos, Lance Weiler. Terror i misteri.
- The Blair Witch Project (1999). Daniel Myrick, Eduardo Sánchez. Terror i misteri.
- The St. Francisville Experiment (2000). Ted Nicolaou. Terror, misteri i thriller.
- August Underground (2001). Fred Vogel. Terror.
- The Collingswood Story (2002). Mike Costanza. Terror, misteri i thriller.
- August Underground's Mordum (2003). Fred Vogel. Terror.
- The Great American Snuff Film (2003). Sean Tretta. Terror.
- Zero Day (2003). Ben Coccio. Drama.
- Incident at Loch Ness (2004). Zak Penn. Aventura.
- September Tapes (2004). Christian Johnston. Documental i drama.
- The Last Horror Movie (2005). Julian Richards. Terror.
- The Curse (2005). Kôji Shiraishi. Terror.
- The Zombie Diaries (2006). Kevin Gates i Michael Bartlett. Terror.
- The Hunt (2006). Fritz Kiersch. Ciència-ficció, terror i thriller.
- Alone with her (2007). Eric Nicholas. Drama i thriller.
- Welcome to the Jungle (2007). Jonathan Hensleigh. Terror.
- The Poughkeepsie Tapes (2007). John Erick Dowdle. Terror.
- August Underground's Penance (2007). Fred Vogel. Terror.
- Long Pigs (2007). Chris Power. Terror.
- Head Case (2007). Anthony Spadaccini. Terror.
- Exhibit A (2007). Dom Rotheroe. Drama i thriller.
- Paranormal Activity (2007). Oren Peli. Supernatural i terror.
- Death of a Ghost Hunter (2007). Sean Tretta. Terror.
- Live! (2007). Bill Guttentag. Drama
- REC (2007). Jaume Balagueró i Paco Plaza. Terror.
- Look (2007). Adam Rifkin.
- Monster (2008). Erik Estenberg. Acció i thriller.
- Cloverfield (2008). Matt Reeves. Ciència-ficció.
- Diary of the Dead (2008). George A. Romero. Terror.
- Home Movie (2008). Christopher Denham. Terror.
- Quarantine (2008). John Erick Dowdle. Ciència-ficció, terror.
- Lunopolis (2009). Matthew Avant. Ciència-ficció.
- Occult (2009). Kôji Shiraishi. Terror.
- Evil Things (2009). Dominic Perez. Terror.
- The Ritual (2009). Anthony Spadaccini. Drama
- REC 2 (2009). Jaume Balagueró i Paco Plaza. Terror
- Murder Collection V.1 (2009). Fred Vogel. Terror.
- Paranormal Entity (2009). Shane Van Dyke. Supernatural i terror.
- Love Sex aur Dhokha (2010). Djbakar Banerjee. Comèdia i drama.
- Lake Mungo (2010). Joel Anderson. Terror.
- Eyes in the dark (2010). Bjorn Anderson. Terror.
- A Serbian Film (2010). Srdjan Spasojevic. Thriller.
- Hotel Hollywood (2010). Param Gill. Comèdia i terror.
- Shirome (2010). Kôji Shiraishi. Terror.
- The Last Exorcism (2010). Daniel Stamm. Terror.
- Undocumented (2010). Chris Peckover. Terror.
- The Virginity Hit (2010). Huck Botko i Andrew Gurland. Comèdia.
- 8213: Gacy House (2010). Anthony Fankhauser. Terror.
- Atrocious (2010). Fernando Barreda Luna. Terror.
- Paranormal Activity 2 (2010). Tod Williams. Supernatural i terror.
- Trollhunter (2010). André Ovredal. Fantasia.
- Unaware (2010). Sean Bardin i Robert Cooley. Ciència-ficció i terror.
- Paranormal Activity 2: Tokyo Night (2010). Toshikazu Nagae. Supernatural i terror.
- Anneliese: The Exorcist Tapes (2011). Jude Gerard Prest. Terror.
- Ragini MMS (2011). Pawan Kripalani. Drama i terror.
- The Tunnel (2011). Carlo Ledesma. Terror.
- Megan is missing (2011). Michael Goi. Terror i drama
- Grave Encounters (2011). The Vicious Brothers. Terror.
- World of the Dead: The Zombie Diaries (2011). Kevin Gates i Michael Bartlett. Terror.
- Hollow (2011). Michael Axelgaard. Terror.
- Untitled (2011). Shaun Troke. Drama i terror.
- Apollo 18 (2011). Gonzalo López-Gallego. Ciència-ficció i terror.
- The Tapes (2011). Scott Bates i Lee Alliston. Terror.
- Paranormal Activity 3 (2011). Henry Joost i Ariel Schulman. Supernatural i terror.
- The Amityville Haunting (2011). Geoff Meed. Terror.
- Chö Akunin (2011). Kôji Shiraishi. Drama.
- The Devil Inside (2012). William Brent Bell. Supernatural i terror.
- V/H/S (2012). Ti West, Joe Swanberg, David Buckner, Adam Wingard i Gleen McQuaid. Terror.
- Chronicle (2012). Josh Trank. Ciència-ficció, superherois i thriller.
- Bachiatari Böryoku Ningen (2012). Kôji Shiraishi. Comèdia negre.
- Project X (2012). Nima Nourizadeh. Comèdia.
- Evidence (2012). Howie Askins. Terror.
- REC 3: Gènesi (2012). Paco Plaza. Terror.
- Apartment 143 (2012). Carles Torrens. Terror.
- 100 Ghost Street: The Return of Richard Speck (2012). Sid Bennet. Terror.
- The Dinosaur Project (2012). Sid Bennett. Aventura.
- A Night in the Woods (2012). Richard Parry. Terror.
- End of Watch (2012). David Ayer. Thriller, policial.
- The Conspiracy (2012). Christopher MacBride. Terror.
- Grave Encounters 2 (2012). John Poliquin. Terror.
- Paranormal Activity 4 (2012). Henry Joost i Ariel Schulman. Terror i supernatural.
- The Bay (2012). Barry Levinson. Ciència-ficció i terror.
- A Haunted House (2013). Michael Tiddes. Comèdia.
- Hate Crime (2013). James Cullen Bressack. Terror.
- The Upper Footage (2013). Justin Cole. Drama i thriller.
- Devil's Pass (2013). Renny Harlin. Terror.
- The Frankestein Theory (2013). Andrew Weiner. Terror.
- Cult (2013). Kôji Shiraishi. Terror.
- Willow Creek (2013). Bobcat. Terror.
- V/H/S/2 (2013). Simon Barret, Jason Eisener, Gareth Evans, Gregg Hale, Eduardo Sánchez, Timo Tjahjanto. Terror.
- Europa Report (2013). Sebastián Cordero. Ciència-ficció.
- Head Cases: Serial Killers in the Delaware Valley (2013). Anthony Spadaccini. Terror.
- Sx Tape (2013). Bernard Rose. Terror.
- 6-5=2 (2013). KS Ashoka. Terror.
- Paranormal Activity: The Marked Ones (2014). Christopher Landon. Supernatural i terror.
- Devil's Due (2014). Matt Bettinelli-Olpin i Tyler Gillet. Supernatural i terror.
- Exists (2014). Eduardo Sánchez. Terror.
- The Den (2014). Zachary Donohue. Terror.
- Afflicted (2014). Derek Lee i Clif Prowse. Terror.
- Babysitting (2014). Nicolas Benamou i Philippe Lacheau. Comèdia.
- A Haunted House 2 (2014). Michael Tiddes. Comèdia de terror.
- The Sacrament (2014). Ti West. Terror.
- Alien Abduction (2014). Matty Beckerman. Terror.
- Earth to Echo (2014). Dave Green. Ciència-ficció.
- Into the Storm (2014). Steven Quale. Pel·lícula de desastres.
- As Above, So Below (2014). John Erick Dowdle. Terror i thriller.
- Gore, Quebec (2014). Jean Benoit Lauzon. Terror.
- The Taking of Deborah Logan (2014). Adam Robitel. Terror.
- Hangar 10 (2014). Daniel Simpson. Terror, ciència-ficció i thriller.
- REC 4: Apocalipsi (2014). Jaume Balagueró. Terror.
- V/H/S: Viral (2014). Nacho Vigalondo, Marcel Sarmiento, Gregg Bishop, Justin Benson i Todd Lincoln. Terror.[8]
- The Pyramid (2014). Grégory Levasseur. Supernatural i terror.
- The Atticus Institute (2015). Chris Sparling. Terror.
- Project Almanac (2015). Dean Israelite. Ciència-ficció i aventura.
- Demonic (2015). Will Canon. Terror.
- Ghoul (2015). Petr Jákl Jr. Terror.
- Be My Cat: A film for Anne (2015). Adrian Tofei. Terror, thriller psicològic.
- Creep (2015). Patrick Brice. Comèdia de terror.
- Nightlight (2015). Scott Beck i Bryan Woods. Terror i thriller.
- The Final Project (2015). Taylor Ri'chard. Supernatural i terror.
- Unfriended' (2015). Levan Gabriadze. Supernatural i terror.
- Area 51 (2015). Oren Peli. Ciència-ficció i terror.
- The Cutting Room (2015). Warren Dudley. Terror.
- The Gallows (2015). Travis Cluff i Chris Lofing. Supernatural i terror.
- The Visit (2015). M. Night Shyamalan. Comèdia de terror.
- Paranormal Activity: The Ghost Dimension (2015). Gregory Plotkin. Supernatural i terror.

### Sèries de televisió i capítols especials per a televisió
- Alternative 3 (1977)
- Alien Autopsy: (Fact or Fiction?) (1995)
- Alien Abduction: Incident in Lake Country (1998)
- Jeopardy (sèrie de televisió) (2002) (una sèrie de BCC)
- Lost Tapes (2009) (sèrie)
- Marble Hornets (2009-2014) (Sèrie de Youtube)
- The River (sèrie de televisió) (2012) (sèrie)
- Lassie Jerky, un capítol especial de Psych va ser filmat parcialment amb metratge trobat (2013)
- Sleep No More, el capítol 9 de la temporada 9 de Doctor Who (2015).

### Videoclips
- Run on Love de Tove Lo i Lucas Nord (2013)
- Photograph d'Ed Sheeran (2015)
- I Need Your Love de Calvin Harris i Ellie Goulding (2012)
- One Last Time d'Ariana Grande (2015)